# Ànec vapor de Magallanes
L'ànec vapor de Magallanes (Tachyeres pteneres) és una espècie d'ocell de la família dels anàtids (Anatidae) que habita costes i illes costaneres del sud de Xile i l'extrem sud de l'Argentina fins al cap d'Hornos i Terra del Foc.